# فلم كوميدي

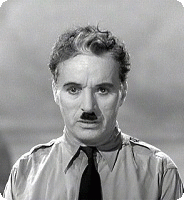

الفيلم الكوميدي هو نوع من الأفلام، يكون التركيز الرئيسي فيها مبنيًا على حس الفكاهة، كما أن هذه الأفلام صُممت لترفه عن المشاهدين من خلال التسلية، والأفلام من هذه الفئة يكون لها نهاية سعيدة (فيما عدا الكوميديا السوداء، فإن لها استثناء).

## التاريخ

### 1895–1930
بدأت الأفلام الكوميدية بالظهور بأعداد هائلة خلال عصر الأفلام الصامتة تقريبًا من 1895 حتى 1930

### 1930–1950s
في نهاية 1930 أصبح من الممكن إدخال الصوت إلى الأفلام، وأثناء عام 1930 بدأت الأفلام الصامتة تتبدل بأفلام فيها حوار .

### الستينات–الثمانينات
ازدهرت الأفلام الكوميدية، وأصبحت منتشرة على نطاق أوسع، وعمل بها كبار النجوم.